# Amblyomma fuscolineatum
Amblyomma fuscolineatum är en fästingart som beskrevs av Lucas 1847. Amblyomma fuscolineatum ingår i släktet Amblyomma och familjen hårda fästingar.
Artens utbredningsområde är Papua Nya Guinea. Inga underarter finns listade i Catalogue of Life.